# Кудрявець Юрій Юрійович
Юрій Юрійович Кудрявець (27 листопада 1971, Київ) — український актор театру, кіно та дубляжу, телеведучий.

## Біографія
Народився 27 листопада 1971 року у Києві.
У 1993 році закінчив Київський державний інститут театрального мистецтва імені Івана Карпенка-Карого (майстерня В. Зимньої).
Сім років пропрацював в Українському малому драматичному театрі. Викладач Дитячої академії мистецтв.
Працював ведучим новин на телеканалах «TV Табачук» і «Київ».
Офіційний український голос Мікі Мауса, C-3PO, Філіпа Дж. Фрая.

## Фільмографія
- «Царівна» (1994)
- «Острів любові» (1995)
- «Слідство» (1997)
- «Чоловік для життя, або шлюб не претендую» (2008)
- «Тато напрокат» (2008)
- «Білі троянди надії» (2011)
- «Екстрасенси-детективи» (2011)
- «Жіночий лікар-2» (2013)
- «Нюхач» (2013)
- «Брат за брата-3» (2013)
- «Швидка допомога» (2014)
- «Гвардія» (2015)
- «Офіцерські дружини» (2015)
- «На лінії життя» (2016)
- «Вікно життя» (2016)
- «Ментівські війни. Одеса» (2017)
- «Сестра у спадок» (2018)
- «Кримінальний журналіст» (2019)
- «Не відпускай» (2019)
- «Позивний Тамада» (2023)

## Дублювання та озвучення
Сотні ролей українською та російською для студій «1+1», «Le Doyen», «Постмодерн» та інших.